# Mittenothamnium hylophilum
Mittenothamnium hylophilum är en bladmossart som beskrevs av Jules Cardot 1913. Mittenothamnium hylophilum ingår i släktet Mittenothamnium och familjen Hypnaceae. Inga underarter finns listade i Catalogue of Life.